# مارتن روبرتس (لاعب اتحاد الرغبي)
مارتن روبرتس (بالإنجليزية: Martin Roberts)‏ هو لاعب اتحاد الرغبي بريطاني، ولد في 6 يونيو 1986 في أبردير ‏ في المملكة المتحدة.